# Поштовий палац (Буенос-Айрес)
Паласіо де корреос (ісп. Palacio de Correos — Поштовий палац) — палац у Буенос-Айресі, розташований на вулиці Сарм'єнто в районі Сан-Ніколас. В будівлі функціонує Культурний центр Кіршнера. Будівля є класичним прикладом архітектури французького академізму. Президент Хуарес Сельман схвалив проект будівництв 1888 року. Спочатку проєкт розробив французький архітектор Норберт Майяр для Центрального поштамту Аргентини, але 1908 року проєкт переглянули, включили в нього нові послуги, тому президент Марсело Т. де Альвеар відкрив будівлю, яка відрізнялася в багатьох аспектах від оригінального дизайну Майяра. 1997 року палац оголошено національною історичною пам'яткою через його унікальну архітектуру, історичне значення і твори мистецтва, які містяться всередині.
2003 року перестав використовуватися як поштове відділення, а 2005 року уряд ухвалив рішення, перетворити його на культурний центр у рамках святкування двохсотріччя Травневої революції 1810 року. 24 травня 2010 року центр було відкрито, 2012 року — перейменовано на Культурний центр Нестора Кіршнера, а 21 травня 2013 — на Культурний центр Кіршнера.

## Історія

### Початковий проєкт

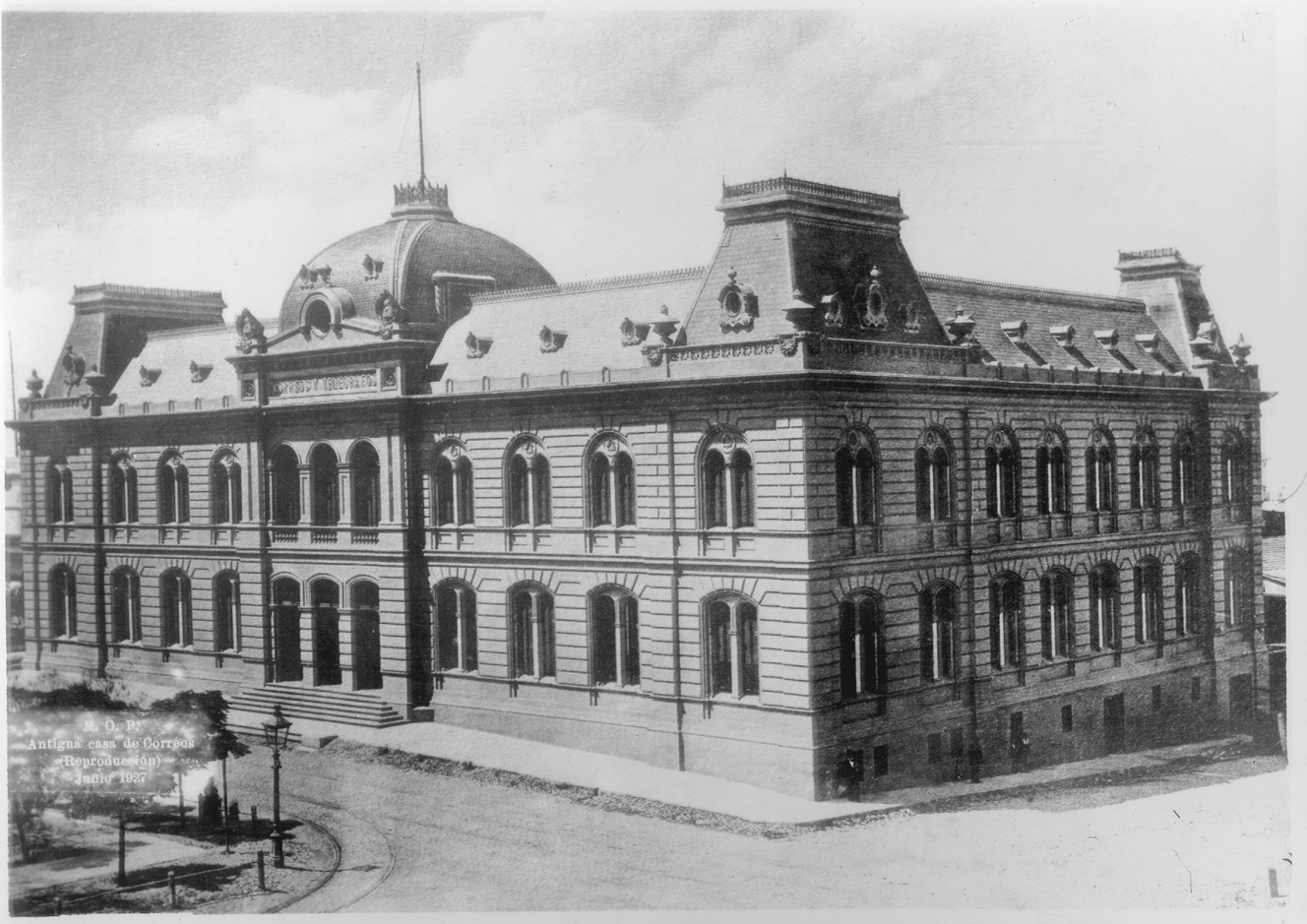
Стара будівля пошти і телеграфу (1879—1886) тепер стало частиною Каса-Росада

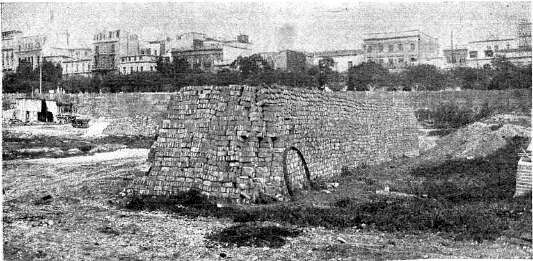
Початок будівництва 1888 року

1888 року Хосе Рамон Каркано, голова пошти Аргентини, враховуючи значне зростання попиту на послуги пошти, підняв питання про необхідність створення центральної будівлі. На той момент президентом країни був Мігель Хуарес Сельман, а Буенос-Айрес був федеральною столицею республіки. Департамент архітектури Міністерства громадських робіт вибрав для реалізації проєкту французького архітектора Норберта Майяра. Проект було створено на основі дизайну Головпоштамту в Нью-Йорку. Після затвердження своєї кандидатури 1889 року, Маяр розпочав будівництво на місці, розташованому між проспектом Авеніда Леандро Н. Алем, проспектом Авеніда Коррієнтес і вулицями Боучард і Сарм'єнто. Цю землю подарувала місту компанія Las Catalinas, яка придбала землі навколо Ріо-де-ла-Плата.
Перша зупинка роботи трапилася 1890 року через економічну кризу і відставку президента Хуареса Сельмана.

### Зміни
Тільки 1905 року національний уряд виділив фінансування для завершення спорудження будівлі Головпоштамту. Після стількох років будівництва проєкт Маяра, в який було закладено менший потенціал, ніж стало необхідно в майбутньому, вже застарів і не тільки тому, що зріс попит на послуги, а тому, що було впроваджено нові технологічні розробки в поштовій службі. Генеральний директор пошт і телеграфів, доктор Ернесто Бош, запропонував новий проєкт будівництва, і 1908 року Маяр став реалізовувати цей проєкт, затверджений у квітні 1909 року.
За проєктом планувалося збільшити будівлю і головний вхід перенесли на вулицю Сарм'єнто. Це було зроблено для вільного входу в будівлю клієнтам і щоб уникнути необхідності йти вниз по крутій вулиці Сарм'єнто на проспект Авеніда Коррієнтес, який закінчувався на проспекті Леандро Н. Алем, де тривало будівництво мосту й пішохідного переходу. Пологі схили, доведені до проспекту Леандро Н. Алем, були зарезервовані для руху транспортних засобів. Деякі будівлі наприклад, Фондова біржа Буенос-Айреса і будинок Кальвет, також були споруджені з урахуванням руху по проспекту. Проєкт будівництва (не включаючи доріг і мостів) виграв конкурс у листопаді 1911 року.

### Остаточний варіант і відкриття
1911 року Маяр через незгоду зі владою вийшов із проєкту. Після цього очолити будівництво, за рішенням Національного управління архітектури, доручили його головному соратнику, Жаку Спольському, який працював архітектором у Франції і їздив до Аргентини на запрошення Маяра. Серед кількох будинків, зведених Спольським — головпоштамти в провінції Тукуман і в місті Росаріо.
Оригінальний проект Маяра зазнав тоді важливих змін, зокрема впровадження металевого каркаса й заміну суцільної кладки і заміну плит між поверхами залізобетоном. Оскільки земля була відвойована у річки, для міцності будівлі було необхідно вставити 2 882 залізобетонні палі довжиною в середньому по 10 м, щоб забезпечити належну міцність фундаменту будівлі.
1916 року, через рік після того, як будівельна компанія отримала контракт від міністерства громадських робіт, глава міністерства вирішив призупинити будівництво мостів і вулиць, у зв'язку з несприятливою економічною ситуацією і відсутністю матеріалів викликаними Першою світовою війною. Це призвело до зміни в розташуванні приміщень, офісів і холів. Вікна, які сьогодні можна побачити на другому поверсі проходячи по вулиці Сарм'єнто, насправді були розроблені, як вхід до будівлі.

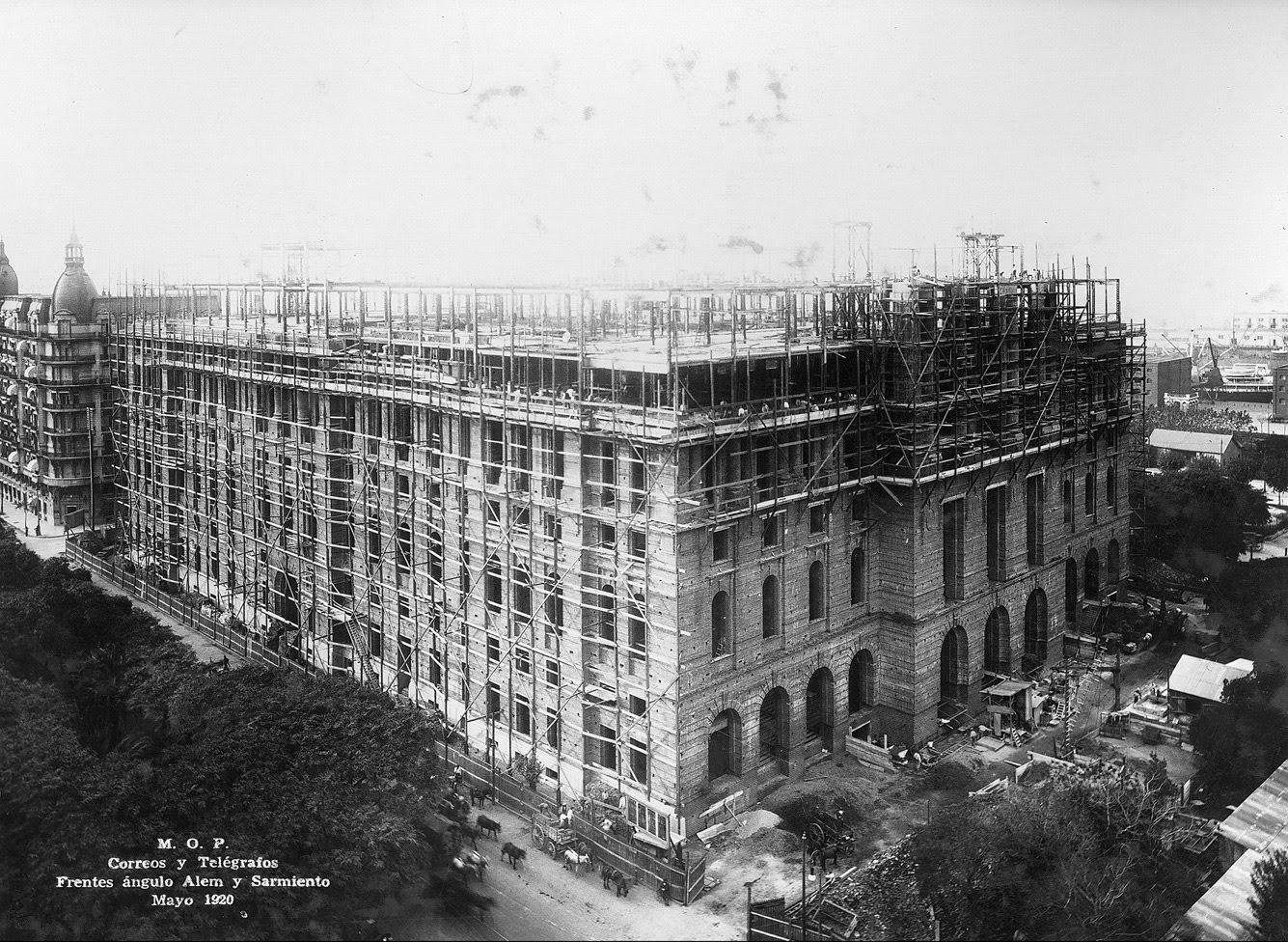
Палац у процесі будівництва (травень 1920)

1923 року було вичерпано кошти для будівництва, пізніше роботу доручили новій компанії. 28 вересня 1928 року, за два тижні до того, як президент Марсело Торквато де Альвеар пішов у відставку, він урочисто відкрив будівлю і назвав її «палац» у неокласичному сенсі.
Під час першого терміну президентства Хуана Домінго Перона в будівлі розміщувався фонд який очолювала Ева Перон і працювала у будинку; зараз фонд носить її ім'я.
1997 року будівлю оголошено національною історичною пам'яткою (Закон 12665) через її архітектурні характеристики та історичне значення. 2002 року будівля перестала працювати як головпоштамт і до 2009 головний вхід з вулиці Сарм'єнто став використовуватися як поштове відділення та для продажу філателії, а решту будівлі припинили використовувати, почасти внаслідок розвитку нових форм комунікації.

### Культурний центр

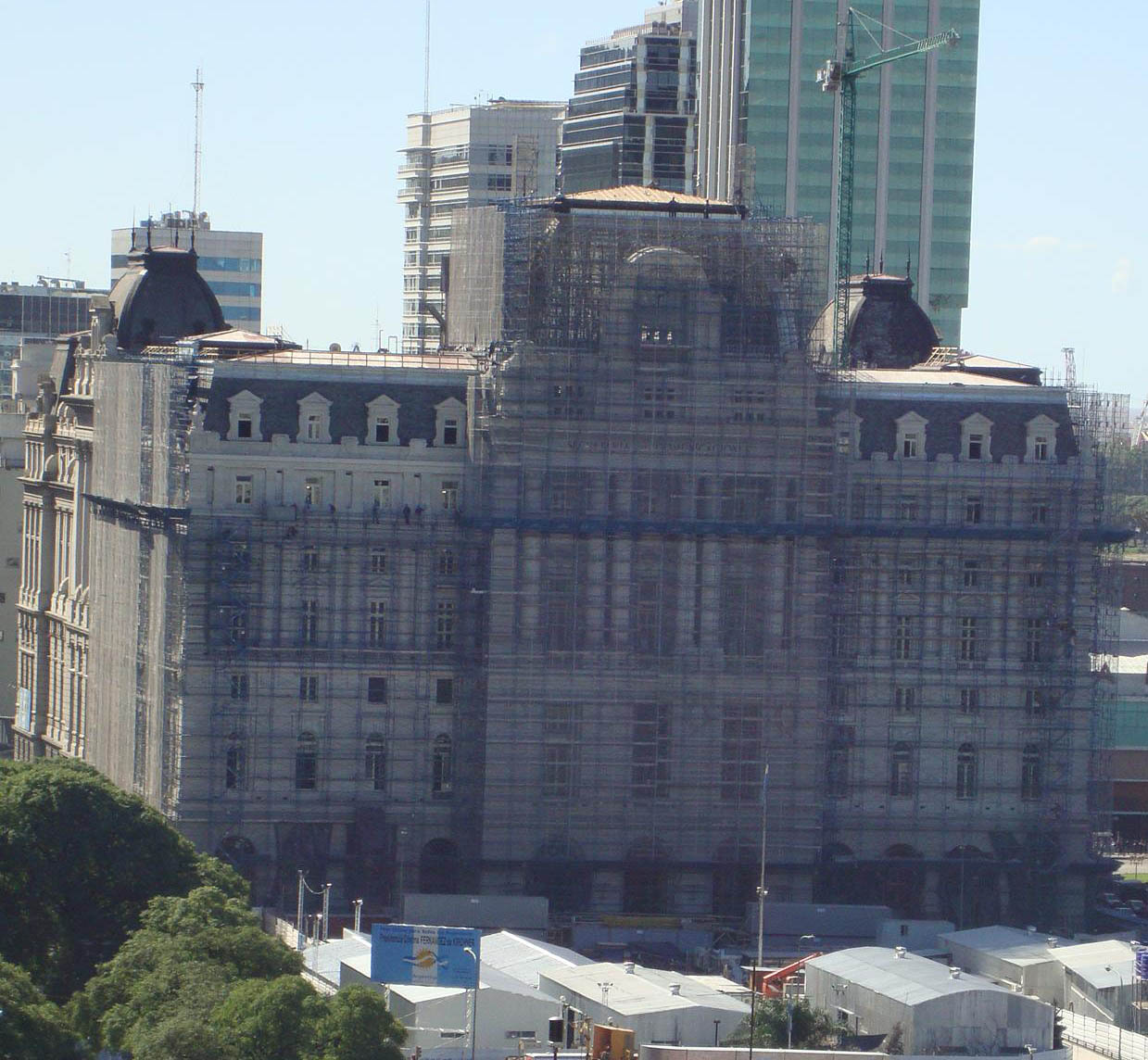
Культурний центр працює з квітня 2010 року

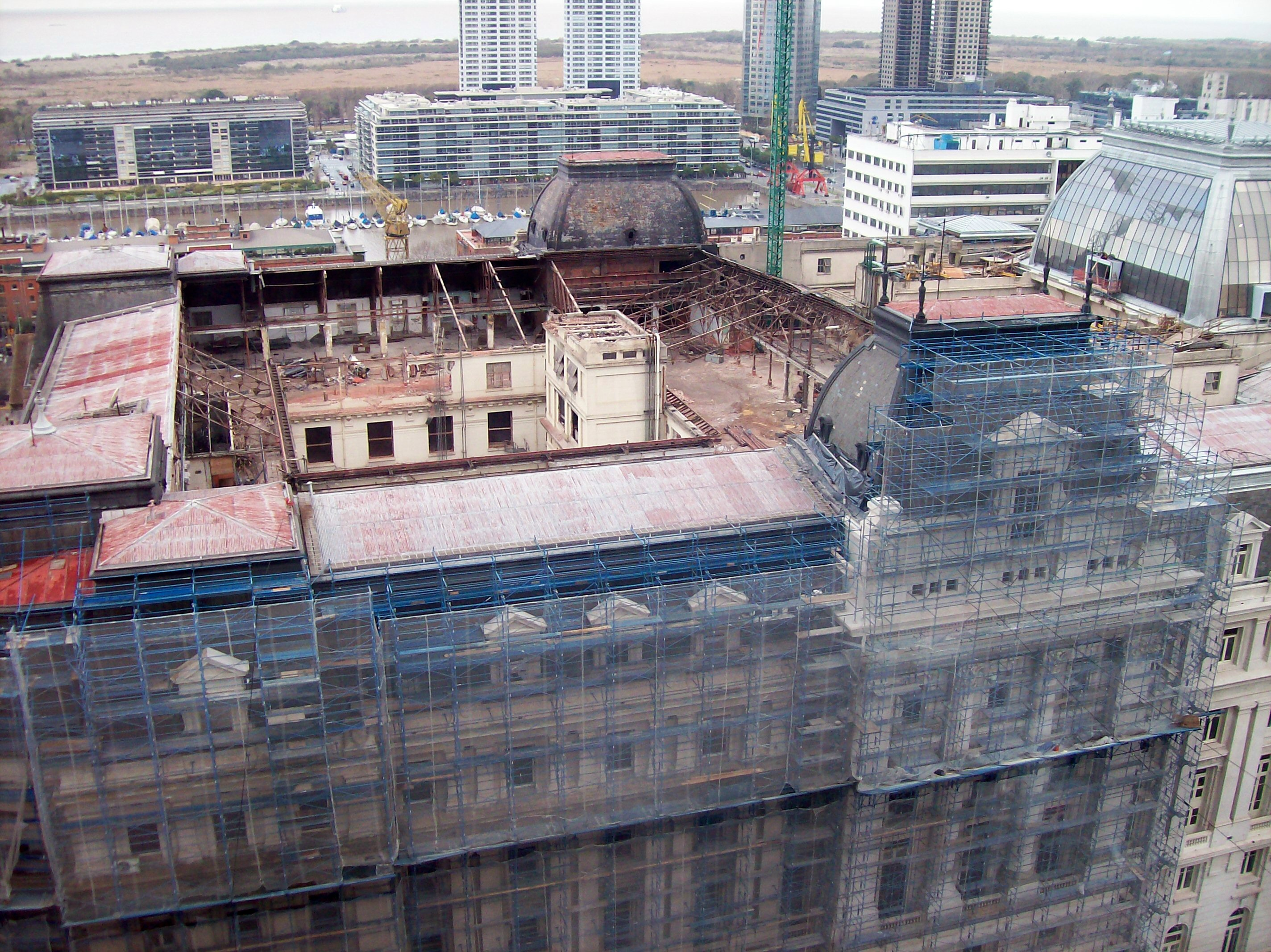
Модернізація 2010 року

На честь двохсотріччя Травневої революції уряд Аргентини вирішив створити в будівлі «культурний центр Двохсотріччя країни» і оголосив 2006 року міжнародний конкурс на створення проєкту. На конкурс зголосилося понад 340 архітектурних фірм з більше ніж 20 країн світу. Перший приз у листопаді того ж року одноголосним рішенням журі присудили компаніям Bars & Associates (B4FS) з Ла-Плата і Becker-Ferrari з Буенос-Айреса.
Проєкт пропонував відновлення, реставрацію історичної будівлі з одного боку; і включення нових архітектурних елементів з іншого. Таким чином, реконструкція розділила будівлю на дві частини: історичну на вулиці Сарм'єнто, яка була відреставрована, та промислова на Авеніда Коррієнтес, яка зазнала значних перетворень, щоб розмістити великі музичні та виставкові зали, та обладнана за останнім словом техніки.
Робота почалася на початку 2010 року, і швидко перейшла на стадію відновлення фасадів, перетворюючи купол на засклену зону і адаптуючи «історичну частину» у виставковий простір. В рамках святкування двохсотріччя Травневої революції 24 травня 2010 року президент Крістіна Фернандес де Кіршнер відкрила перший сектор культурного центру. Було проведено тематичну виставку історичних діячів. Потім, 31 травня, культурний центр закрили, щоб продовжити внутрішні роботи.
Протягом 2012 року будівельні роботи тривали на іншій половині будинку, зокрема в аудиторіях і концертних залах. Того ж року центр перейменували на «Культурний центр імені доктора Карлоса Нестора Кіршнера». Через обсяг робіт деякі ЗМІ називали проєкт «Театром Колумба XXI століття», модернізація обійшлася в 1 мільярд доларів.
Культурний центр Нестора Кіршнера має площу приміщень 100 тисяч м2, більше десяти багатоцільових залів місткістю до 5000 відвідувачів. Його відкриття відбулося 21 травня 2015 року.

## Архітектура

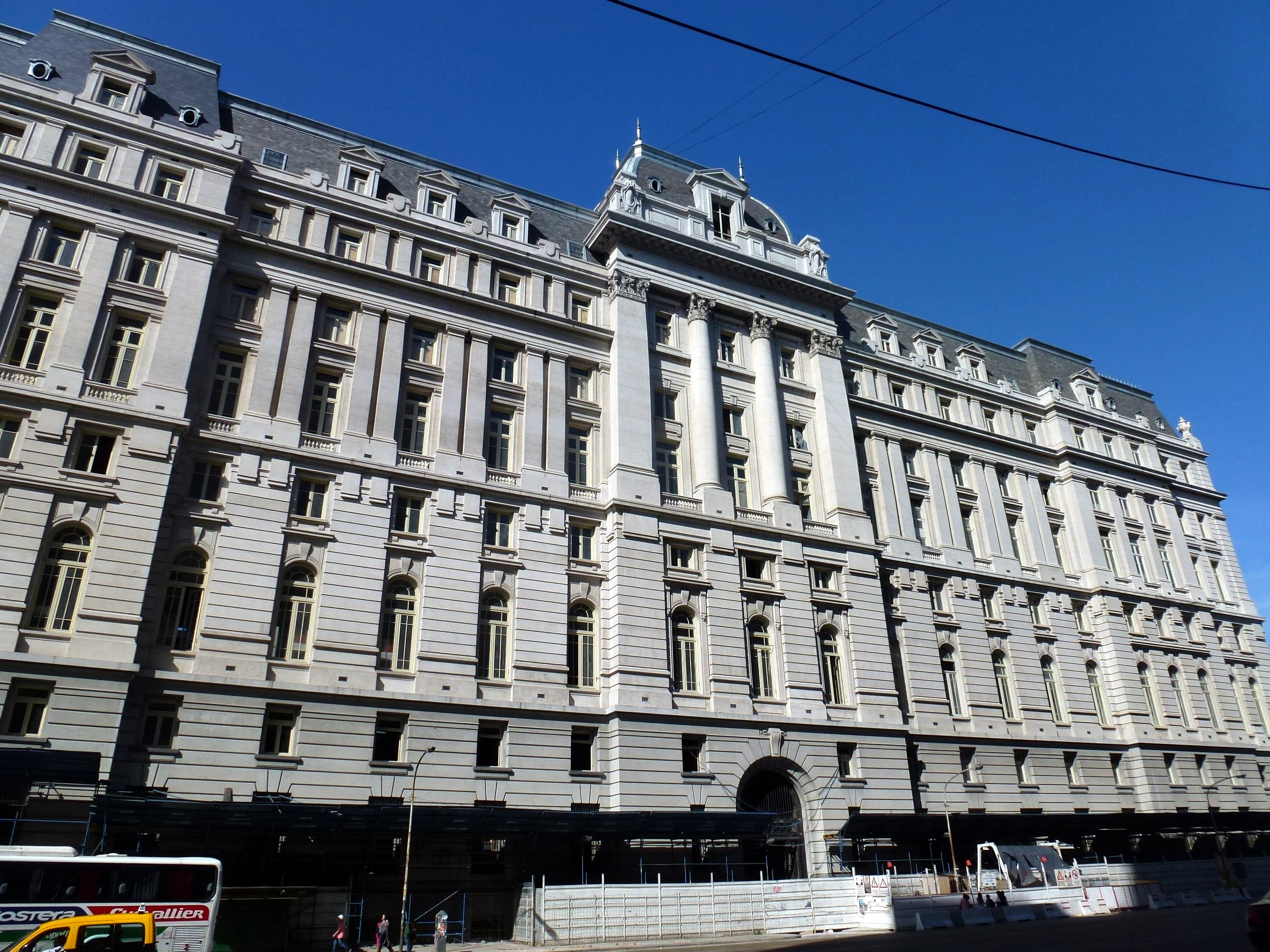
Фасад будівлі на Авеніда Леандро Н. Алем

В період будівництва Паласіо де корреос, держава прагнула будувати офіційні будівлі з усією можливою пишнотою, яка відбивала економічний бум. Тоді вона називалася «престижною архітектурою». Стиль будівлі зазнав французького впливу, згідно з канонами школи витончених мистецтв Парижа, з мансардним дахом і усіченим куполом і вікнами, які йдуть від підлоги до стелі. Вона має фасад з видом на південь, прикрашений чотирма монументальними колонами і багатьма обломами, зокрема чашами на виступі. Будівлю зведено на земельній ділянці площею 12 500 м2, а її загальна площа становить 88 050 м2. Висота становить близько 60 м. Будівля має дев'ять поверхів: підвал, цокольний поверх і сім верхніх поверхів. Архітектор Маяр вирішив організувати будівництво навколо центральної частини, але довелося додати два невеликих портали для отримання більшої кількості кімнат, необхідних для поштамту. Тому палац має «менш гармонійні відмінності між двором і фасадом будівлі», оскільки Маяр зберіг горизонтальність будівлі в академічному стилі. У той час ще існувало неприйняття будівництва висотних будинків чи хмарочосів, які ідеально підходять для офісів.
Всередині оригінальної будівлі, є скульптури (M. Фіот (Maximilien Louis Fiot), M. Чиріко та ін.), картини (Бернардо Квірос, Лола Фрексас та ін.) і витончений вітраж який після закриття 1993 року відновила архітекторка Вікторія Браунштейн, що отримала Національну архітектурну премію Mejor Intervención en el Patrimonio Edificado (1996).
Головний вхід доступний по широких сходах, що вели до зали з поштовими скриньками, де була колись вітальня для клієнтів. Зал має велику висоту і освітлюється світлом, що йде через світлові люки, які знаходяться на рівні 4-го поверху. Будівля має розкішні прикраси ручної роботи.
Завдяки механізмам для переміщення кореспонденції поштамт міг працювати в кілька разів швидше, ніж була фактична потреба. Ця досконала на той час система мала ряд труб і конвеєрів для автоматичного руху кореспонденції. Оскільки багатьом працівникам не вистачало роботи, було ухвалено рішення зупинити роботу машин протягом двадцяти років.

## Пласа де Коррео

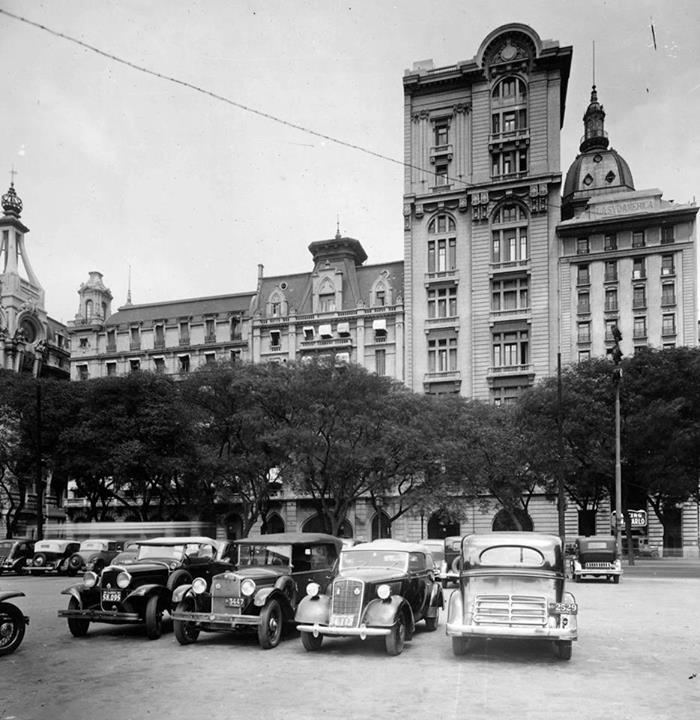
До 1983 року площа була громадськоюавтостоянкою, яка пізніше була перенесена під землю

Щоб підкреслити архітектурне багатство будівлі головпоштамту, Dirección de Paseos de la Comuna відкрило 1983 року площу на ділянці площею 6534 м2, розташовану навпроти головного входу в будівлю. Насправді, там вже була площа, розроблена Чарльзом Тейсом у кінці XIX століття, яка в 1930-х роках перетворилася на стоянку для автомобілів і 1979 року майже зникла, тому що було дано дозвіл Банку Токіо побудувати на цьому місці штаб-квартиру. Після протестів багатьох організацій і громадян, дозвіл було скасовано, площу реконструювали і побудували підземну автостоянку.
На цій площі, збоку від головного входу в будівлю, розташовані деякі пов'язані з поштою скульптури. Одна присвячена аргентинським телеграфістам і працівникам Палацу — робота бельгійського скульптора Луїса Брюнікса, що зображає Семюела Морзе, винахідника телеграфу, який був проведений 1915 року і спочатку містився в центральному залі Поштового палацу.

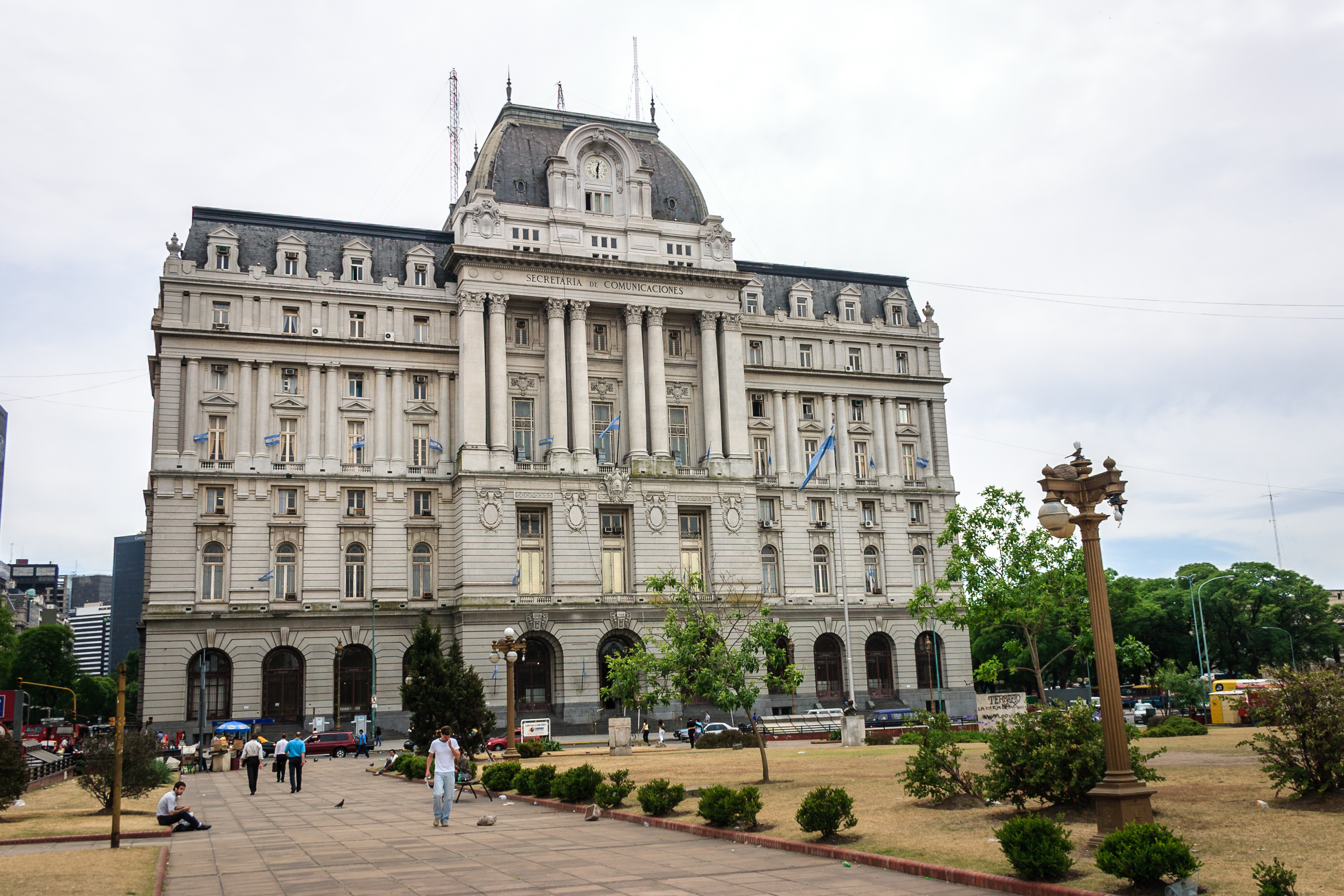
Пласа Коррео 2005 року

Бронзова фігура барельєфа Часкі (пошта колоніальної епохи) є роботою аргентинського скульптора Маріо Рубена Чиріко. Існує також скульптура під назвою El Cartero, італо-аргентинського скульптора Сальвадора Гаррірі, що зображає листоношу, який несе кореспонденцію.
Крім скульптур, є щогла, зведена 1938 року Головним управлінням пошт і телеграфів. Під час реконструкції для створення Культурного центру двохсотріччя 2010 року, площу знову закрили для чергового перепланування, яке інтегрує її в будівлю і вилучає термінал міського транспорту, який був на Авеніда Росалес.